# Літинська Марта Іванівна
Марта Іванівна Літинська, при народженні Шуль (25 березня 1949, Львів) — українська шахістка й математикиня. Міжнародний гросмейстер серед жінок, заслужений майстер спорту (1990), заслужена працівниця фізичної культури і спорту України.
Чемпіонка СРСР 1972 року, неодноразова переможниця чемпіонатів України (1967, 1977 і 1995 років), першостей Збройний сил СРСР (1974—1976). Переможниця міжзональних турнірів 1985 та 1987 років, багаторазова учасниця кандидатських турнірів на першість світу.

## Біографія
Батько — діяч ОУН Іван Швак, який змінив прізвище на Шуль, мати — педагогиня й діячка ОУН Ірина Б'єнько.
Закінчила механіко-математичного факультет Львівського університету.

## Спортивна кар'єра
Марта Літинська стала відомою у шаховому світі з 1967 року, коли отримала титул чемпіонки України. Тренером Літинської тоді був Віктор Карт.
1973 року з успіхом дебютувала в міжзональному турнірі — відбірному змаганні до першості світу.
Хоча найвищі особисті спортивні досягнення української суперзірки припадають на 1970-80-ті роки, пізніше вона зробила внесок в успіхи команди незалежної України. На Всесвітній шаховій Олімпіаді в Манілі українки стали відразу ж срібними призерками, а на командному чемпіонаті Європи в угорському Дебрецені — переможницями.

## Досягнення
Міжнародний гросмейстер серед жінок, заслужений майстер спорту, заслужений працівник фізичної культури і спорту України.
Учасниця 17-ти чемпіонатів СРСР: 1972 — золота нагорода, 1971, 1973, 1974, 1975 роки — срібні медалі. У змаганнях претенденток за звання чемпіонки світу: учасниця двох півфінальних матчів (1974, 1980), а також бронзова призерка двох турнірів (1986, 1987). Чемпіонка світу серед ветеранок (2002). Командний залік: срібна призерка Всесвітніх шахових олімпіад у складі збірних СРСР (1988) і України (1992), чемпіонка 1-ї Олімпіади ІКЧФ у складі збірної СРСР (1979—1983), чемпіонка Європи в складі збірної України (1992).

## Турнірні результати

### Результати виступів на чемпіонатах світу
| Чемпіонський цикл    | Етап циклу                                                                                                  | Спосіб кваліфікації                                  | Раунд / система         | Суперниця |  | +  | — | = | Очки  | Місце    | Переможниця                                   |
| -------------------- | --- | ---------------------------------------------------- | ----------------------- | --- |  | -- | - | - | ----- | -------- | --------------------------------------------- |
| Чемпіонат світу 1972 | Зональний турнір — чемпіонат СРСР 1969, Горі (СРСР), 8 жовтня — 11 листопада 1969 року 20 учасниць          | Півфінал чемпіонату СРСР                             | Колова система          | 19 суперниць |  | 5  | 6 | 8 | 9     | 11 — 12  | Нана Александрія                              |
|                      | |                                                      |                         | |  |    |   |   |       |          |                                               |
| Чемпіонат світу 1975 | Зональний турнір — чемпіонат СРСР 1972, Тольятті (СРСР), 10 жовтня — 3 листопада 1972 року 20 учасниць      | Півфінал чемпіонату СРСР                             | Колова система          | 19 суперниць |  | 10 | 5 | 4 | 12    | Gold     | Марта Літинська                               |
| Чемпіонат світу 1975 | Міжзональний турнір 1973, Менорка (Іспанія), жовтень—листопад 1973 року 20 учасниць                         | Зональний турнір 1972 (1 місце)                      | Колова система          | 19 суперниць |  | 10 | 3 | 6 | 13    | 2 — 5    | Валентина Козловська                          |
| Чемпіонат світу 1975 | Плей-оф міжзонального турніру, Кисловодськ (СРСР), лютий—березень 1974 року 4 учасниці                      | Міжзональний турнір 1973 (2—5 місця)                 | Колова система (4 кола) | Ірина Левітіна Нана Александрія Наталя Конопльова                                                                     |  | 5  | 4 | 3 | 6½    | Bronze   | Нана Александрія                              |
| Чемпіонат світу 1975 | Кандидатський турнір 1974-75, Рига (СРСР), червень 1974 року                                                | Плей-оф міжзонального турніру (3 місце)              | 1/2                     | Нана Александрія |  | 2  | 5 | 1 | 2½:5½ | поразка  | Нана Александрія                              |
|                      | |                                                      |                         | |  |    |   |   |       |          |                                               |
| Чемпіонат світу 1978 | Зональний турнір                                                                                            |                                                      |                         | |  |    |   |   |       |          |                                               |
| Чемпіонат світу 1978 | Міжзональний турнір 1976, Тбілісі (СРСР), листопад—грудень 1976 року 11 учасниць                            | ?                                                    | Колова система          | 11 суперниць |  | 4  | 2 | 4 | 6     | 4        | Олена Фаталібекова                            |
|                      | |                                                      |                         | |  |    |   |   |       |          |                                               |
| Чемпіонат світу 1981 | Зональний турнір, Фрунзе (СРСР), грудень 1978 року, 16 учасниць                                             |                                                      | Колова система          | 15 суперниць |  | 9  | 3 | 3 | 10½   | Silver   | Ніно Гуріелі                                  |
| Чемпіонат світу 1981 | Міжзональний турнір 1979, Аліканте (Іспанія), жовтень 1979 року 18 учасниць                                 | Зональний турнір 1978 (2 місце)                      | Колова система          | 17 суперниць |  | 11 | 5 | 1 | 11½   | 4        | Тетяна Лемачко                                |
| Чемпіонат світу 1981 | Кандидатський турнір 1980-81, 1/4 — Рига (СРСР), червень 1979 року 1/2 — Вільнюс (СРСР), вересень 1979 року | Міжзональний турнір 1979 (4 місце)                   | 1/4                     | Тетяна Лемачко |  | 4  | 1 | 3 | 5½:2½ | перемога | Марта Літинська                               |
| Чемпіонат світу 1981 | Кандидатський турнір 1980-81, 1/4 — Рига (СРСР), червень 1979 року 1/2 — Вільнюс (СРСР), вересень 1979 року | Міжзональний турнір 1979 (4 місце)                   | 1/2                     | Нана Александрія |  | 3  | 5 | 4 | 5:7   | поразка  | Нана Александрія                              |
|                      | |                                                      |                         | |  |    |   |   |       |          |                                               |
| Чемпіонат світу 1984 | Міжзональний турнір 1982, Бад-Кіссінген (Німеччина), липень 1982 року 16 учасниць                           | Без проведення відбору, враховуючи високі результати | Колова система          | 15 суперниць |  | 8  | 3 | 4 | 10    | 6        | Нона Гапріндашвілі                            |
|                      | |                                                      |                         | |  |    |   |   |       |          |                                               |
| Чемпіонат світу 1986 | Зональний турнір, Чернігів (СРСР), лютий—березень 1985 року, 14 учасниць                                    |                                                      | Колова система          | 13 суперниць |  | 6  | 2 | 4 | 8     | Gold     | Марта Літинська                               |
| Чемпіонат світу 1986 | Міжзональний турнір 1985, Желєзноводськ (СРСР), червень 1985 року 16 учасниць                               | Зональний турнір (1 місце)                           | Колова система          | 15 суперниць |  | 8  | 1 | 6 | 11    | Gold     | Марта Літинська                               |
| Чемпіонат світу 1986 | Кандидатський турнір 1986, Мальме (Швеція), лютий 1986 року 8 учасниць                                      | Міжзональний турнір 1985 (1 місце)                   | Колова система          | Олена Ахмиловська Нана Александрія Піа Крамлінг Лідія Семенова Агнєшка Брустман Ірина Левітіна У Мінцянь              |  | 7  | 5 | 2 | 8     | Bronze   | Олена Ахмиловська                             |
|                      | |                                                      |                         | |  |    |   |   |       |          |                                               |
| Чемпіонат світу 1988 | Зональний турнір                                                                                            |                                                      |                         | |  |    |   |   |       |          |                                               |
| Чемпіонат світу 1988 | Міжзональний турнір 1987, Смедеревська-Паланка (Югославія), липень 1987 року 16 учасниць                    | ?                                                    | Колова система          | 15 суперниць |  | 10 | 3 | 2 | 11    | Gold     | Марта Літинська                               |
| Чемпіонат світу 1988 | Кандидатський турнір 1988, Цхалтубо (СРСР), січень 1988 року 8 учасниць                                     | Міжзональний турнір 1987 (1 місце)                   | Колова система          | Нана Іоселіані Олена Ахмиловська Ірина Левітіна Нана Александрія Агнєшка Брустман Нона Гапріндашвілі Кетеван Арахамія |  | 6  | 4 | 4 | 8     | — 4      | Нана Іоселіані                                |
|                      | |                                                      |                         | |  |    |   |   |       |          |                                               |
| Чемпіонат світу 1991 | Зональний турнір                                                                                            |                                                      |                         | |  |    |   |   |       |          |                                               |
| Чемпіонат світу 1991 | Міжзональний турнір 1990, Куала-Лумпур (Малайзія), червень—липень 1990 року 18 учасниць                     |                                                      | Колова система          | 17 суперниць |  | 8  | 4 | 5 | 10½   | 7        | Нона Гапріндашвілі                            |
|                      | |                                                      |                         | |  |    |   |   |       |          |                                               |
| Чемпіонат світу 1993 | Зональний турнір, Ленінград (СРСР), 5 — 20 лютого 1991 року, 36 учасниць                                    | За рейтингом                                         | Швейцарська система     | 35 суперниць (11 турів)                                                                                               |  |    |   |   | 7½    | — 6      | 6 учасниць (у т.ч.М. Літинська, І. Челушкіна) |
| Чемпіонат світу 1993 | Міжзональний турнір 1991, Суботиця (Югославія), листопад 1991 року 35 учасниць                              | Зональний турнір 1991 (1-6 місця)                    | Швейцарська система     | 34 суперниці (13 турів)                                                                                               |  | 5  | 3 | 5 | 7½    | 11       | Нона Гапріндашвілі                            |

### Чемпіонати України
Марта Літинська зіграла у семи фінальних турнірах чемпіонатів України, здобувши 3 золоті та 1 срібну нагороди.
| Рік  | Місце проведення | Турнір                 | + | — | = | Результат | Місце  |
| ---- | ---------------- | ---------------------- | - | - | - | --------- | ------ |
| 1967 | Київ             | 27-й чемпіонат України |   |   |   | ? з 9     | Gold   |
| 1968 | Трускавець       | 28-й чемпіонат України | 8 | 3 | 3 | 9½ з 15   | Silver |
| 1971 | Львів            | 31-й чемпіонат України | ? | ? | ? | ? з 11    | ?      |
| 1977 | Львів            | 37-й чемпіонат України | 5 | 0 | 4 | 7 з 9     | Gold   |
| 1978 | Харків           | 38-й чемпіонат України | 6 | 2 | 3 | 7½ з 11   | 4 — 7  |
| 1995 | Маріуполь        | 55-й чемпіонат України | 6 | 1 | 2 | 7 з 9     | Gold   |
| 2001 | Краматорськ      | 61-й чемпіонат України | 3 | 3 | 7 | 6½ з 13   | 6 — 8  |

### Чемпіонати СРСР
Марта Літинська зіграла у 17-ти фінальних турнірах чемпіонатів СРСР, набравши при цьому 168 очок із 282 можливих, що становить 59,6 % від числа можливих очок. В активі Літинської — 1 золото, 5 срібних та 1 бронзова нагороди.
| Рік     | Місце проведення | Турнір                         | Результат | +  | — | = | Місце   |
| ------- | ---------------- | ------------------------------ | --------- | -- | - | - | ------- |
| 1967    | Сочі             | 27-й чемпіонат СРСР            | 7½ з 13   |    |   |   | 17 — 25 |
| 1968    | Ашгабат          | 28-й чемпіонат СРСР            | 10½ з 19  | 9  | 7 | 3 | 9 — 10  |
| 1969    | Горі             | 29-й чемпіонат СРСР            | 9 з 19    | 5  | 6 | 8 | 11 — 12 |
| 1971    | Сочі             | 31-й чемпіонат СРСР            | 12½ з 19  | 10 | 4 | 5 | Silver  |
| 1972    | Тольятті         | 32-й чемпіонат СРСР            | 12 з 19   | 10 | 5 | 4 | Gold    |
| 1973/74 | Тбілісі          | 33-й чемпіонат СРСР            | 13½ з 19  | 12 | 4 | 3 | Silver  |
| 1974    | Тбілісі          | 34-й чемпіонат СРСР            | 12 з 18   | 10 | 4 | 4 | Silver  |
| 1975    | Фрунзе           | 35-й чемпіонат СРСР            | 8 з 16    | 6  | 6 | 4 | 7 — 11  |
| 1976    | Полтава          | півфінал 36-го чемпіонату СРСР | 12 з 15   |    |   |   | 1       |
| 1977    | Львів            | 37-й чемпіонат СРСР            | 10 з 17   | 8  | 5 | 4 | 6 — 7   |
| 1979    | Тбілісі          | 39-й чемпіонат СРСР            | 10 з 17   | 7  | 4 | 6 | 5 — 6   |
| 1980/81 | Алма-Ата         | 40-й чемпіонат СРСР            | 9½ з 15   | 7  | 3 | 5 | — 4     |
| 1982    | Таллінн          | 42-й чемпіонат СРСР            | 11½ з 17  | 7  | 1 | 9 | Silver  |
| 1983    | Вільнюс          | 43-й чемпіонат СРСР            | 10 з 17   | 8  | 5 | 4 | 5       |
| 1984    | Київ             | 44-й чемпіонат СРСР            | 8 з 15    | 6  | 5 | 4 | 7 — 10  |
| 1985    | Єреван           | 45-й чемпіонат СРСР            | 11½ з 17  | 9  | 3 | 5 | Silver  |
| 1986    | Фрунзе           | 46-й чемпіонат СРСР            | 2 з 6     | 1  | 3 | 2 | —       |
| 1987    | Тбілісі          | 47-й чемпіонат СРСР            | 10½ з 19  | 9  | 7 | 3 | 7 — 8   |

## Титули
- Міжнародний гросмейстер серед жінок;
- Заслужений майстер спорту СРСР (1990);
- Заслужений працівник фізичної культури і спорту України;